# Franchise insulaire
Ce sont des franchises instituées par le pouvoir royal, prévoyant un affranchissement fiscal total, dont l'exemption de tout droit sur sel et le tabac. L'octroi de ce régime prenait en compte que les îliens étaient des gens à part en butte à des tempêtes dévastatrices, des invasions guerrières auxquelles ils devaient résister. Devenues terres franches, les conditions étaient réunies pour une contrebande officialisée. Au milieu du XVIIIe siècle, cette généralisation de la contrebande gêne le pouvoir royal, avec un important manque à gagner. Les tentatives de reprise en main sont vouées à l'échec. Il faudra l'achat à prix d'or des îles par Louis XIV, puis Louis XV, pour tenter de mettre en échec cette contrebande généralisée :
- Île de Bouin (1767)
- Île de Noirmoutier (1767)
- Île d'Yeu (1785).